# 삼남읍
삼남읍(三南邑)은 대한민국 울산광역시 울주군의 읍이다.
언양읍과 인접한 곳으로, 읍의 인구 밀집 지역은 태화강을 경계로 북쪽에 마주하고 있는 언양읍의 인구 밀집 지역과 사실상 하나의 도심을 이룬다.
2010년 11월 1일부터 신화리에 경부고속선 울산역이 개업하여 울산광역시의 시외 관문 중 하나로 올라섰고, 2020년에 면에서 읍으로 승격했다.

## 역사
- 1914년 3월 1일 언양군이 폐지되고 울산군에 편입되어 울산군 중남면이 되고, 4월 1일에 5개리로 개편하였다.

| 개편 전                                    | 개편 후        |
| ------------------------------------------ | -------------- |
| 교동(校洞), 수남동(水南洞), 평리동(平里洞) | 교동리(校洞里) |
| 신화동(新華洞)                             | 신화리(新華里) |
| 상천동(象川洞)                             | 상천리(象川里) |
| 가천동(加川洞), 장제동(長堤洞)             | 가천리(加川里) |
| 상방기동(上芳基洞), 하방기동(下芳基洞)     | 방기리(芳基里) |
- 1933년 1월 1일 중남면(中南面)과 삼동면(三同面)을 통합하여 13개리를 관할하는 삼남면(三南面)이 되었다. 면사무소는 종전의 중남면사무소(상천리 164번지)에 두었다.
- 1949년 6월 20일 공비들의 방화로 면사무소가 소실되었다.
- 1950년 8월 10일 면사무소를 현재 위치에 신축 이전하였다.
- 1952년 4월 25일 지방 선거가 시행되고 초대 삼남면의원 13명이 선출되었다.
- 1961년 9월 1일 삼남면의회가 해산되었다.
- 1962년 6월 1일 울산군 일부에 울산시가 설치되면서 울주군 삼남면이 되었다.
- 1963년 3월 1일 옛 삼동면지역 8개리를 관할로 삼동출장소를 설치하였다.
- 1973년 7월 1일 삼동출장소에서 관할하던 구수리가 언양면에 편입되었다.
- 1985년 11월 1일 청사 노후화로 인하여 현재 위치에 면청사를 신축하였다.
- 1989년 4월 1일 삼동출장소가 삼동면으로 승격하여 삼남면과 분리되었다.
- 1991년 1월 1일 울주군이 울산군으로 개칭하면서 울산군 삼남면이 되었다.
- 1995년 1월 1일 울산시·울산군 통합으로 울산시 울주구 삼남면이 되었다.
- 1997년 7월 15일 울산시가 울산광역시로 승격하면서 울산광역시 울주군 삼남면이 되었다.
- 2020년 11월 1일 삼남면이 삼남읍으로 승격되었다.

### 삼남면의회
- 1952년 4월 25일 초대 면의원 선거 실시, 삼남면의원 13명(대한독립촉성국민회4+대한청년단2+무소속7)이 선출되었다.
- 1956년 8월 8일 2대 면의원 선거 실시, 삼남면의원 12명(자유당12)이 선출되었다.
- 1960년 12월 12일 3대 면의원 선거 실시, 삼남면의원 12명이 선출되었다.
- 1961년 9월 1일 군사 정권에 의해 강제해산되었다.

## 행정 구역
삼남읍은 5개 법정리와 30개 행정리, 153개 반으로 구성되어 있다. 읍 승격 당시의 인구(2020년 10월 말 기준)는 2만1261명이었다. 읍소재지는 교동리이다.

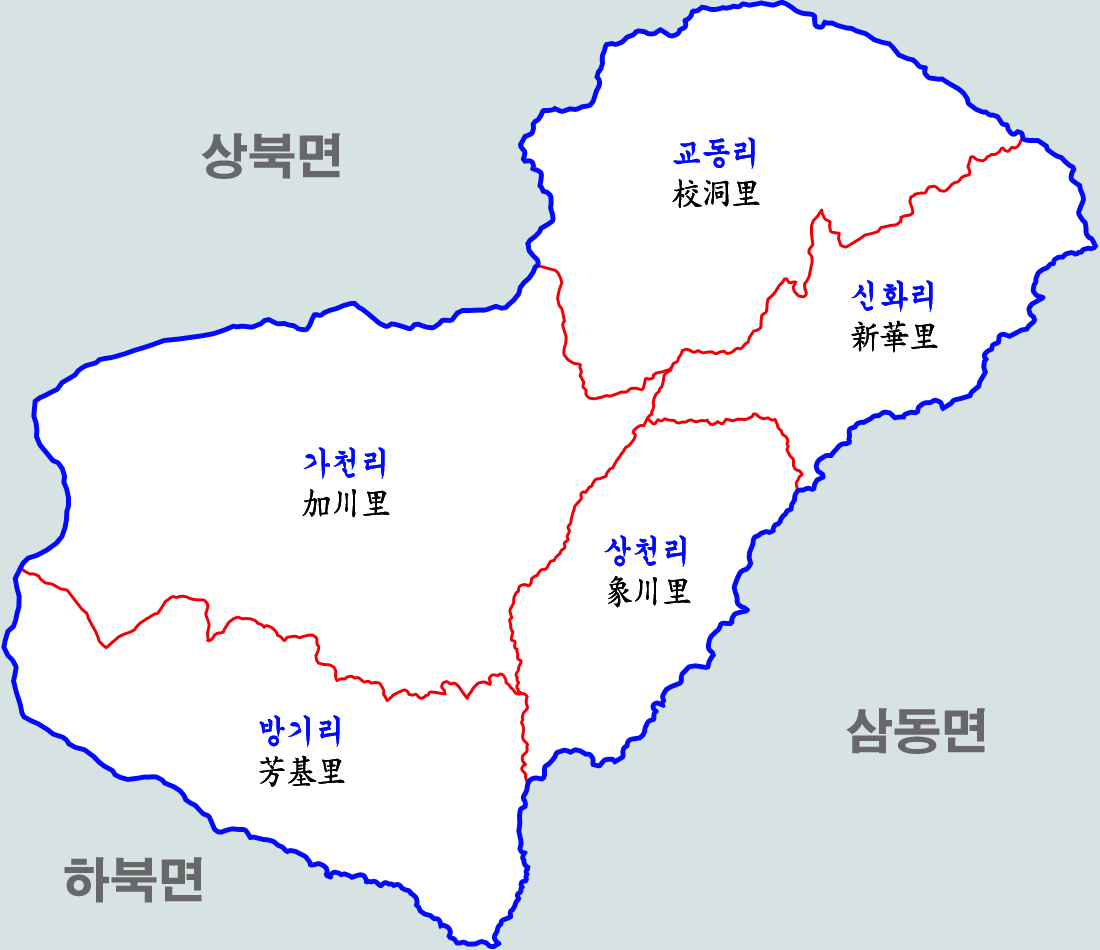
삼남읍의 행정구역

| 법정리 | 한자   | 행정리 | 세대  | 인구   |
| ------ | ------ | ------ | ----- | ------ |
| 교동리 | 校洞里 | 15개   | 5,456 | 12,434 |
| 신화리 | 新華里 | 3개    | 264   | 547    |
| 상천리 | 象川里 | 3개    | 240   | 511    |
| 가천리 | 加川里 | 4개    | 627   | 1,434  |
| 방기리 | 芳基里 | 5개    | 1,329 | 2,850  |
| 삼남읍 | 三南邑 | 30개   | 7,916 | 17,776 |

* 인구는 2015년 12월 말 주민등록 기준

## 교육 기관
- 울산산업고등학교
- 삼남중학교
- 방기초등학교
- 중남초등학교

## 문화 시설
- 울주서부청소년수련관
- J.K호-스트레이닝공원

## 주거

### 아파트
| 단지명                | 건설사                | 시행사         | 주소         | 주소   | 입주        | 비고     |
| --------------------- | --------------------- | -------------- | ------------ | ------ | ----------- | -------- |
| 교동주공              | 경일건설㈜            | 대한주택공사   | 봉화마을길 9 | 교동리 | 2003년 12월 | 국민임대 |
| 교동리슈빌            | 계룡건설산업          | ㈜에픽개발     | 향교로 164   | 교동리 | 2008년 5월  |          |
| 영남알프스타운        | 경동건설㈜ ㈜우신건설 | 초정건설㈜     | 작괘들길 41  | 교동리 | 2015년 2월  |          |
| 울산역신도시 디이스트 | 동문건설㈜            | ㈜해강산업개발 | 울산역로 274 | 교동리 | 2019년 4월  |          |

### 오피스텔
- (주)신한 / 롯데울산개발 디아채시티 : 2019년 10월 입주
- 태왕E&C KTX울산역 태왕아너스 퍼스티안 : 2021년 2월 입주

## 교통

### 도로
경부고속도로가 삼남읍을 지나며 서울산 나들목이 교동리에, 통도사 나들목이 방기리와 삼동면 조일리에 걸쳐있다. 현재  함양울산고속도로가 개통되어 경부고속도로와의 교차점에 서울주 분기점)이 개통 되었다.
국도는 국도 제35호선(반구대로)이 있다.

### 철도
경부고속선이 지나가며, 신화리에 울산역이 있다. 역의 위치는 언양읍과 가깝다.